# Swelia Antonio
Swelia Da Silva Antonio (sinh ngày 26 tháng 5 năm 1997) là một người mẫu và hoa hậu người Hà Lan gốc Angola, người đã đăng quang Hoa hậu Angola 2022. Cô đại diện cho Angola tại Hoa hậu Hoàn vũ 2022.
Trước đó, cô từng chiến thắng Hoa hậu Siêu quốc gia Hà Lan 2020 và đại diện cho Hà Lan tại Hoa hậu Siêu quốc gia 2021, lọt vào Top 12.

## Tiểu sử
Antonio sinh ra ở Den Haag, Hà Lan và lớn lên ở Luanda, Angola. Năm 1999, cô và gia đình chuyển từ Angola đến Hà Lan. Cô lấy bằng cử nhân về quản lý tổ chức, công và phi lợi nhuận tại Đại học Khoa học Ứng dụng Den Haag. Năm 2021, Antonio lấy bằng thạc sĩ về hành chính công tại Viện Nghiên cứu Xã hội Quốc tế của Đại học Erasmus Rotterdam ở Rotterdam.

## Cuộc thi sắc đẹp
Cô đã được chọn là ứng cử viên Hoa hậu Châu Phi Hà Lan 2017 nhưng cô không thể tham gia cuộc thi.

### Hoa hậu Siêu quốc gia Hà Lan 2020
Vào ngày 8 tháng 11 năm 2020, Antonio đăng quang Hoa hậu Siêu quốc gia Hà Lan 2020 tại Amsterdam, Hà Lan. Trong khi trở thành Hoa hậu Siêu quốc gia Hà Lan 2020-2021, cô từng là đại sứ giáo dục cho tổ chức Black Ladies Talk.

### Hoa hậu Siêu quốc gia 2021
Kể từ khi Hoa hậu Siêu quốc gia 2020 bị hủy do đại dịch coronavirus mới (COVID-19), cô đã đại diện cho Hà Lan tại Hoa hậu Siêu quốc gia 2021 vào ngày 21 tháng 8 năm 2021 tại Nowy Sącz, Małopolskie, Ba Lan và lọt vào Top 12.

### Hoa hậu Angola 2022
Vào ngày 6 tháng 8 năm 2022, Antonio đại diện cho Holanda, Angola tại Hoa hậu Angola 2022 và cạnh tranh với 23 ứng cử viên khác tại Pérola dos Navegantes ở Benguela. Cô đã giành được danh hiệu và thành công bởi Salett Miguel.

### Hoa hậu Hoàn vũ 2022
Với tư cách là Hoa hậu Angola, Antonio sẽ đại diện cho Angola tại Hoa hậu Hoàn vũ 2022.